# Années 1510 av. J.-C.
Les années 1510 av. J.-C. couvrent les années de 1519 av. J.-C. à 1510 av. J.-C.

## Évènements

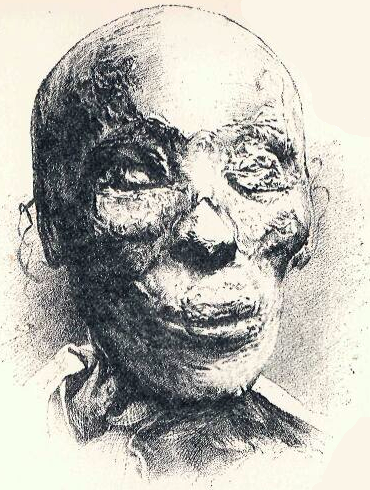
Dessin de la momie de Thoutmôsis II. Gaston Camille Charles, vers 1901.

- 1520-1505 av. J.-C.[1] : règne de Kuk-nahhunte, roi d’Élam[2].
- 1512-1505 av. J.-C.[1] : règne de Thoutmôsis II[2]. Fils de Thoutmosis Ier et de sa concubine Moutnefer, de lignée royale, il prend le pouvoir en Égypte à la mort de son père. Pour affermir ses droits, il épouse sa demi-sœur Hatchepsout[3]. Il règne pendant 10 ans environ. Son armée mate une révolte au Soudan dès la première année de son règne[3]. Pour la première fois, le roi ne participe pas en personne à une campagne militaire (mauvaise santé du souverain ?). Il intervient certainement aussi en Asie, où il maintient la frontière. Il meurt probablement de maladie vers l’âge de trente ans[4].
  - Seny, vice-roi de Nubie, succède à son père Tourê[5].